# Sainte-Feyre
Sainte-Feyre är en kommun i departementet Creuse i regionen Nouvelle-Aquitaine i de centrala delarna av Frankrike. Kommunen ligger i kantonen Guéret-Sud-Est som tillhör arrondissementet Guéret. År 2022 hade Sainte-Feyre 2 531 invånare.

## Befolkningsutveckling
Antalet invånare i kommunen Sainte-Feyre
Referens:INSEE